# Литванија на Европском првенству у атлетици у дворани 2015.
Литванија је учествовала на 33. Европском првенству у дворани 2015 одржаном у Прагу, Чешка, од 5. до 8. марта. Ово је било дванаесто европско првенство у дворани од 1992. године од када је Литванија први пут учествовала. Репрезентацију Литваније представљала су шест такмичара (2 мушкарца и 4 жене) који су се такмичили у шест дисциплине.
На овом првенству Литванија није освојила ниједну медаљу. У табели успешности према броју и пласману такмичара који су учествовали у финалним такмичењима (првих 8 такмичара) Литванија је са 1 учесником у финалу заузела 26 место са 5 бодова.
| Пл. | Земља     | 1. место | 2. место | 3. место | 4. место | 5. место | 6. место | 7. место | 8. место | Бр. фин. Бод. |
| --- | --------- | -------- | -------- | -------- | -------- | -------- | -------- | -------- | -------- | ------------- |
| 26. | Литванија | –        | –        | –        | 1 - 5    | –        | –        | –        | -        | 1 - 5         |

## Учесници
| Мушкарци: - Рајвидас Станис — Скок увис - Šarunas Banevicius — Бацање кугле | Жене: - Лина Гринчикајте — 60 м - Sonata Tamošaityte — 60 м препоне - Ајрине Палшуте — Скок увис - Довиле Дзиндзалетајте — Троскок |  |

## Резултати

### Мушкарци
| Атлетичар          | Дисциплина   | Лични рекорд | Квалификације | Квалификације | Полуфинале   | Полуфинале | Финале                | Финале       | Детаљи |
| Атлетичар          | Дисциплина   | Лични рекорд | Резултат      | Место         | Резултат     | Место      | Резултат              | Место        | Детаљи |
| ------------------ | ------------ | ------------ | ------------- | ------------- | ------------ | ---------- | --------------------- | ------------ | ------ |
| Рајвидас Станис    | Скок увис    | 2,28         | 2,19          | 6. у гр. А    |              |            | Нису се квалификовали | 20 / 25 (26) |        |
| Šarunas Banevicius | Бацање кугле | 19,63        | 18,72         | 23.           | 23 / 27 (33) |            | Нису се квалификовали |              |        |

### Жене
| Атлетичарка           | Дисциплина   | Лични рекорд | Квалификације | Квалификације | Полуфинале            | Полуфинале            | Финале                | Финале       | Детаљи |
| Атлетичарка           | Дисциплина   | Лични рекорд | Резултат      | Место         | Резултат              | Место                 | Резултат              | Место        | Детаљи |
| --------------------- | ------------ | ------------ | ------------- | ------------- | --------------------- | --------------------- | --------------------- | ------------ | ------ |
| Лина Гринчикајте      | 60 м         | 7,26         | 7,41          | 6. у гр. 5    | Нису се квалификовале | Нису се квалификовале | Нису се квалификовале | 25 / 37 (38) |        |
| Sonata Tamošaityte    | 60 м препоне | 8,03 НР      | 8,19          | 5. у гр. 1    | Нису се квалификовале | Нису се квалификовале | Нису се квалификовале | 20 / 25 (26) |        |
| Ајрине Палшуте        | Скок увис    | 1,98 НР      | 1,94          | 5.            |                       |                       | 1,94                  | 4 / 22       |        |
| Довиле Дзиндзалетајте | Троскок      | 13,98 НР     | 13,67         | 16.           | Није се квалификовала | 16 / 22 (23)          |                       |              |        |